# The King of Limbs
The King of Limbs é o oitavo álbum de estúdio da banda inglesa de rock alternativo Radiohead. Foi lançado no dia 18 de Fevereiro de 2011, embora o seu lançamento tenha sido anunciado para o dia seguinte, bem como o download digital, seguido do lançamento de uma edição especial de "jornal" em maio de 2011. Foi anunciado apenas quatro dias antes do seu lançamento, no dia 14 de Fevereiro de 2011. O álbum inclui "dois vinis 10" numa capa especial, algumas folhas com grandes encartes, 625 peças pequenas de encarte e uma peça colorida de plástico oxi-degradável para manter tudo junto".

## Nome do álbum
O nome do álbum é devido a uma árvore de carvalho na Wiltshire’s Savernake Forest, com aproximadamente 1000 anos. A floresta encontra-se a aproximadamente 3 milhas da Tottenham House, onde a banda gravou parte do álbum In Rainbows. A árvore é um carvalho podado, referindo-se à técnica milenar para extracção de madeira para cercas e lenha. A frase também aparece no 23º capítulo do Alcorão.
| Críticas profissionais                                                      | Críticas profissionais |
| Avaliações da crítica                                                       | Avaliações da crítica  |
| Fonte                                                                       | Avaliação              |
| --------------------------------------------------------------------------- | ---------------------- |
| allmusic                                                                    | link                   |
| Rolling Stone                                                               | link                   |
| Spin                                                                        | (8/10) link            |
| The Independent                                                             | link                   |
| Esta tabela precisa de ser acompanhada por texto em prosa. Consulte o guia. |                        |

## Músicas
1. "Bloom" – 5:15
2. "Morning Mr Magpie" – 4:41
3. "Little By Little" – 4:27
4. "Feral" – 3:13
5. "Lotus Flower" – 5:01
6. "Codex" – 4:47
7. "Give Up the Ghost" – 4:50
8. "Separator" – 5:20